# Автобан A565 (Німеччина)
Федеральний автобан 565 (A565, нім. Bundesautobahn 565) — автобан у Німеччині, що сполучає A59 з A61.
Найстаріша ділянка А 565 була побудована в 1959 році, гілка дороги Кельн - Бонн. Цей короткий автобан, який служив об’їзною дорогою Бонна, пролягав від сучасної розв’язки Бонн-Північ через міст Таузендфюслер і закінчувався на нинішньому перехресті Бонн-Енденіх. Ця ділянка була побудована з двома смугами руху в кожному напрямку і ніколи не розширювалася, що робить її однією з найбільш завантажених ділянок автобану в Німеччині. Пізніше дорогу було продовжено до Ленгсдорфа, де сучасне місце перехрестя Бонн-Ленгсдорф. У 1967 році шосе було продовжено на північ, через Рейн і до А 170 Flughafenautobahn (сучасний А 59). У цей момент різні ділянки Боннської об’їзної дороги були підписані як B56, B9 і B257 звідти до Ленгсдорфа. Далі роботи зосередилися на південному кінці дороги. Ділянка від Ленгсдорфа до Меккенхайм-Північ була відкрита в 1971 році. Дорога була повністю позначена як А 221 разом із відкриттям цієї секції. Крайня південна частина, від А61 до кінця автобану, відкритий у 1973 році; частина, що залишилася від А61 до Меккенхайм-Північ відкрили два роки потому. У проміжку між двома відкриттями, в 1974 році, автобан отримав позначення А 565.